# Alternanthera vestita
Alternanthera vestita là loài thực vật có hoa thuộc họ Dền. Loài này được (Andersson) J.T.Howell mô tả khoa học đầu tiên năm 1933.